# Stichodactyla mertensii

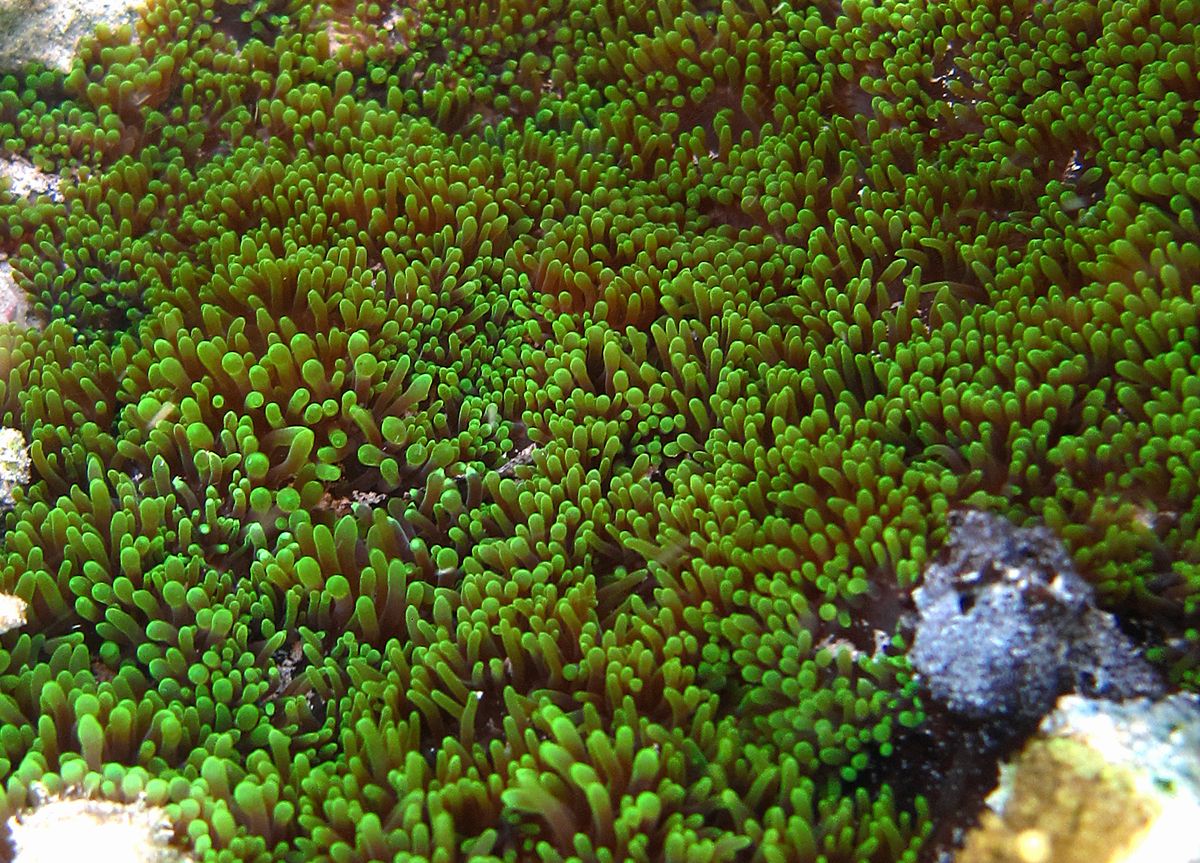
Stichodactyla mertensii en la isla de Reunión

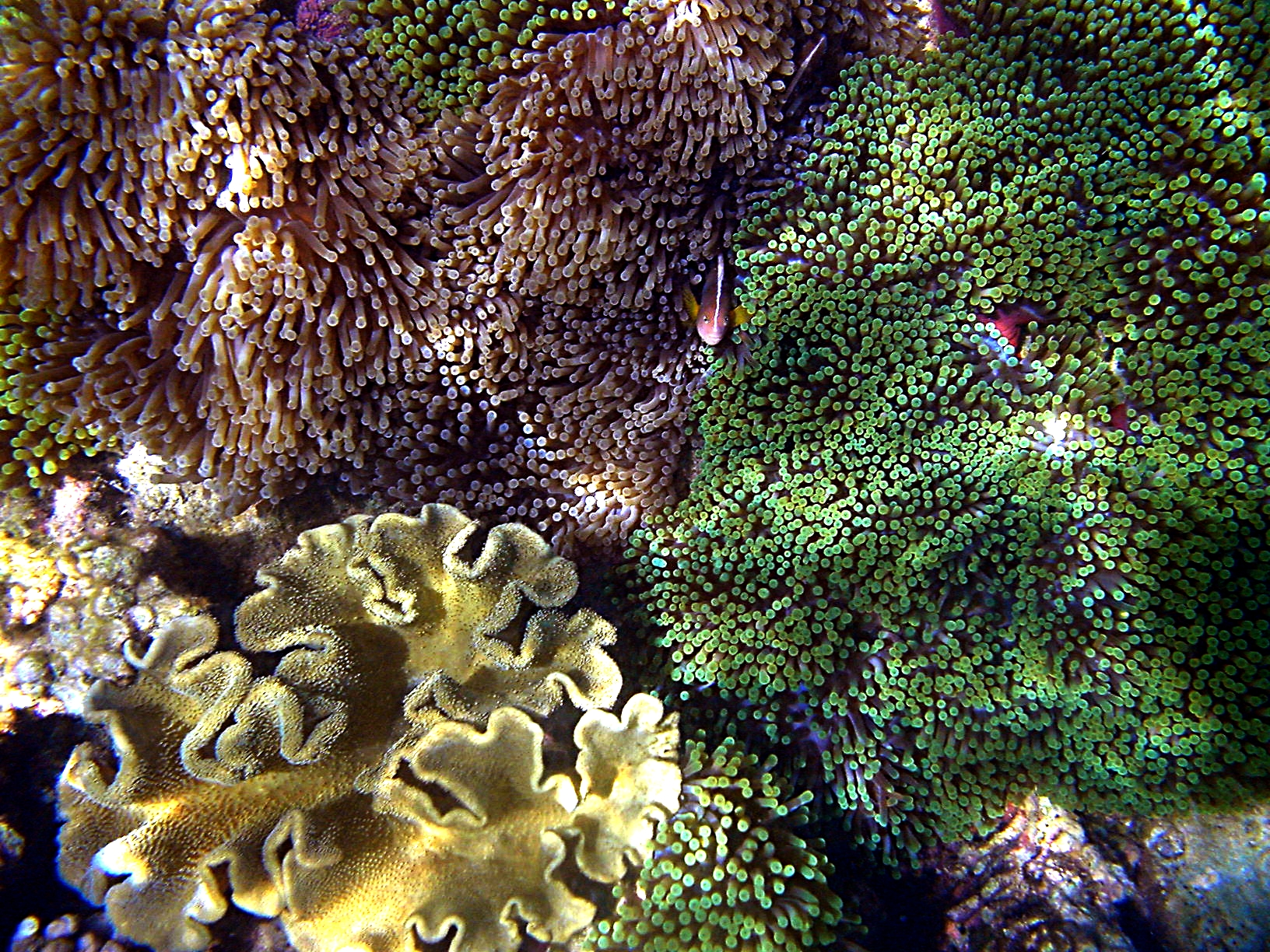
Dos S.mertensii. Abajo, a la izquierda, Sarcophyton sp.

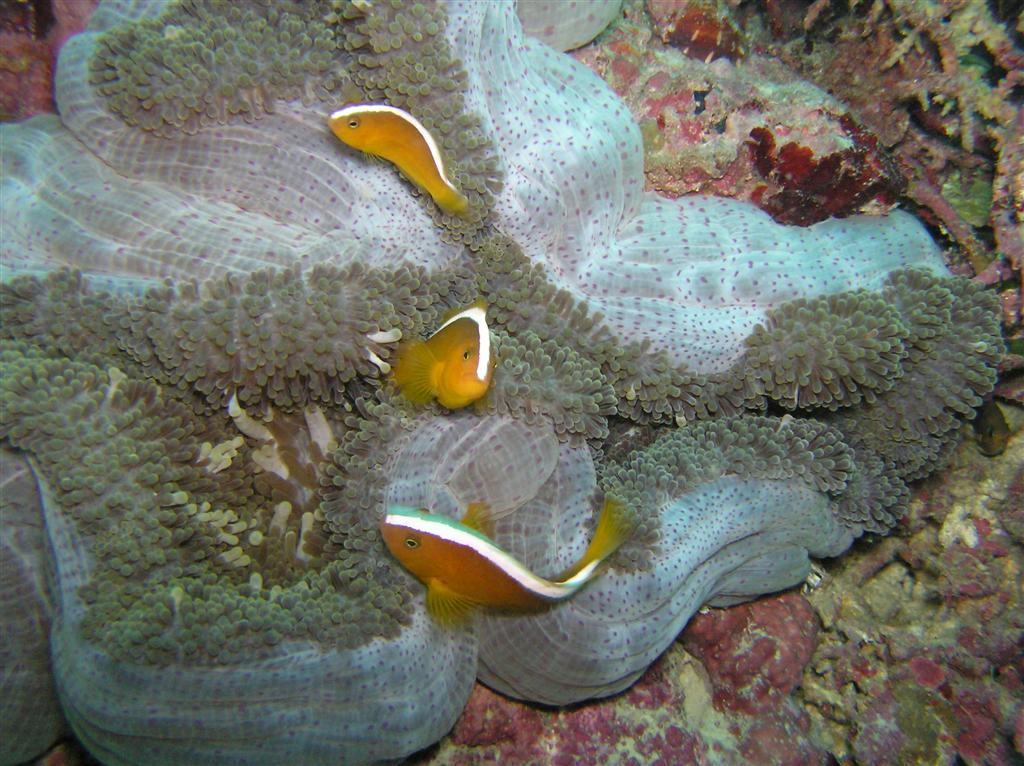
Ejemplares de A. sandaracinos en S. mertensii en Panglao, Filipinas.

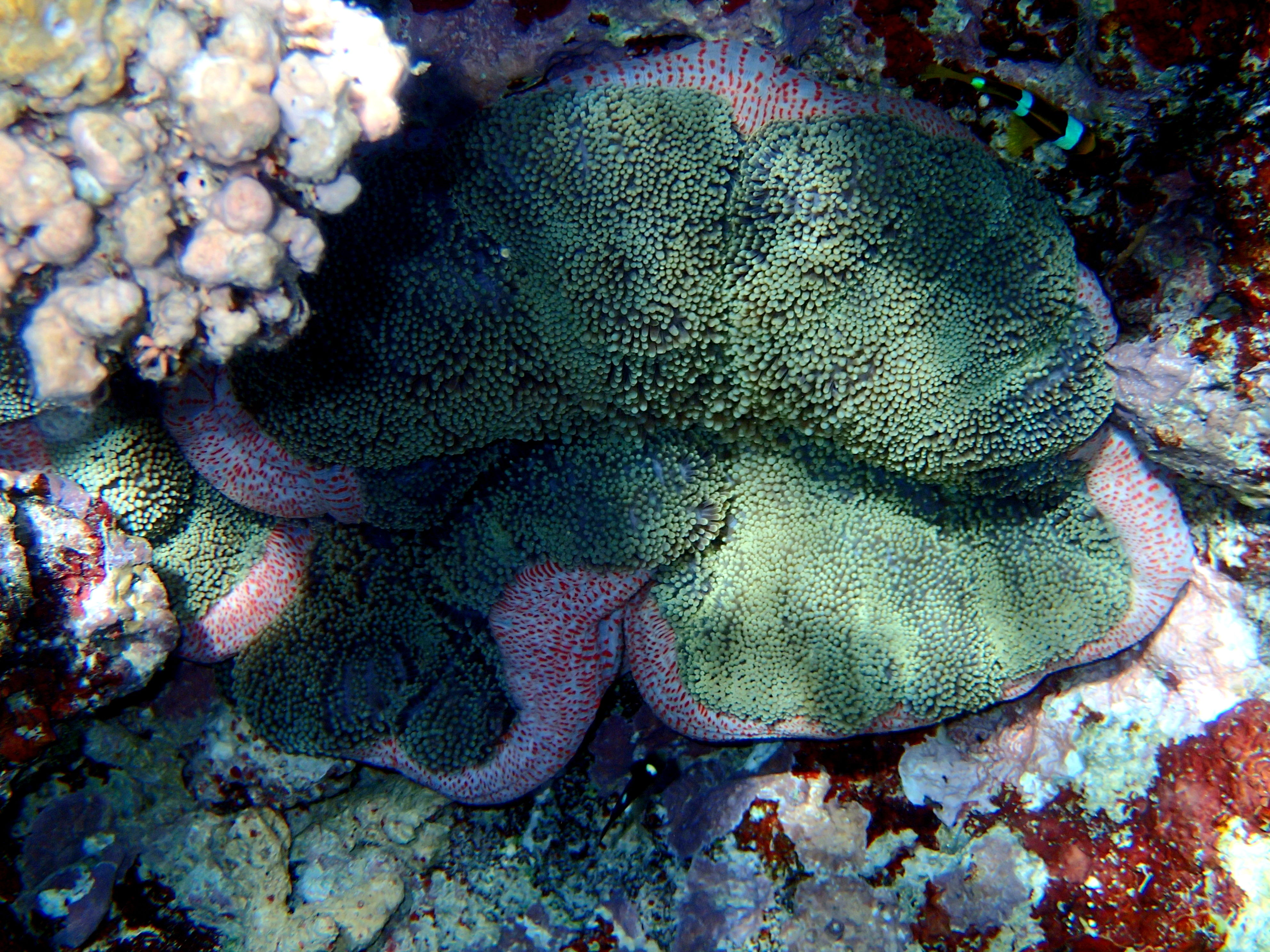
Stichodactyla mertensii, en Tonga

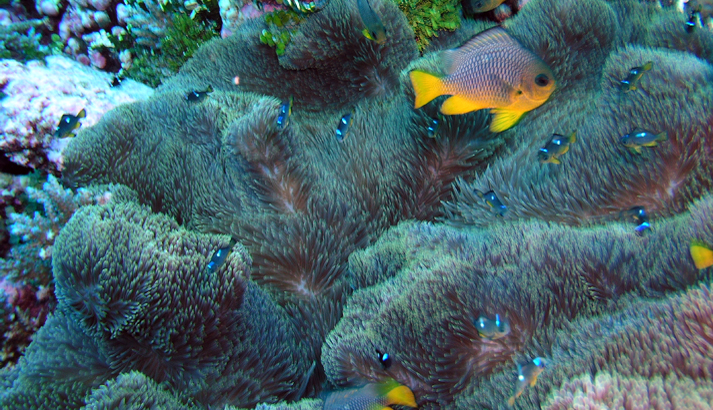
S. mertensii albergando familia de Dascyllus auripinnis, Kingman Reef

La anémona alfombra de Mertens (Stichodactyla mertensii) es una especie de anémona de mar, de la familia Stichodactylidae. Es de las denominadas anémonas hospedantes, que mantienen una relación mutualista con otros animales, en su caso con varias especies de peces payaso (género Amphiprion): A. clarkii,  A. ocellaris y A. sandaracinos, los cuales inhiben la liberación de las células urticantes que poseen sus tentáculos, estableciendo una relación de convivencia. De esta manera, los payasos se protegen de sus predadores entre los tentáculos urticantes de la anémona, y esta se beneficia de la limpieza de su disco oral y tentáculos como consecuencia de los continuos movimientos de los peces.
También hospedan peces damisela como Dascyllus trimaculatus, Dascyllus auripinnis, y cangrejos porcelana como Neopetrolisthes ohshimai.

## Morfología
Su cuerpo es cilíndrico. Su extremo basal es un disco plano que funciona como pie, el disco pedal, y su extremo apical es el disco oral, el cual tiene la boca en el centro, y alrededor tentáculos compuestos de cnidocitos, células urticantes provistas de neurotoxinas paralizantes en respuesta al contacto. La anémona utiliza este mecanismo para evadir enemigos o permitirle ingerir presas más fácilmente hacia la cavidad gastrovascular.
Los tentáculos son cortos, con la punta redondeada y coloreada en un tono blanquecino, amarillo o verde. Columna marrón claro, con manchas naranjas o rosas. Verrugas adhesivas bajo el borde del disco oral, que mantienen el disco en posición. Zona central sin tentáculos.
Es la anémona de mayor tamaño, alcanza los 150 cm de diámetro, y sus tentáculos tienen unos 2 cm. en la periferia, y unos 5 cm en el centro del disco.

## Hábitat y distribución
Suelen habitar en fondos rocosos, en frentes de arrecife y arrecifes exteriores. Zonas de pendiente con corriente moderada. Se alojan en grietas rocosas, dejando tan sólo el disco oral a la vista.
Entre 1 y 20 m de profundidad.
Se distribuyen en aguas tropicales y subtropicales del océano Indo-Pacífico, desde la costa este africana, el mar Rojo, India, Indonesia, Australia, Nueva Guinea y hasta las islas Fiyi.

## Alimentación
Las anémonas contienen algas simbióticas llamadas zooxantelas. Las algas realizan la fotosíntesis produciendo oxígeno y azúcares, que son aprovechados por las anémonas, y se alimentan de los catabolitos de la anémona (especialmente fósforo y nitrógeno). No obstante, las anémonas se alimentan tanto de los productos que generan estas algas (entre un 75 y un 90 %), como de las presas de zooplancton o peces, que capturan con sus tentáculos.

## Reproducción
Las anémonas se reproducen tanto asexualmente, por división, en la que el animal se divide por la mitad de su boca formando dos clones; o utilizando glándulas sexuales, encontrando un ejemplar del sexo opuesto. En este caso, se genera una larva plánula ciliada que caerá al fondo marino y desarrollará un disco pedal para convertirse en una nueva anémona.

## Mantenimiento
Es una especie difícil de mantener en cautividad, como todas las de su género. Requiere acuarios maduros, con, al menos, 12 meses de funcionamiento. El acuario debe contar con sustrato arenoso y roca viva, para que pueda enterrar su pie.
Necesita iluminación alta y corriente de moderada a fuerte.
Algunos de sus predadores son otras anémonas, nudibranquios, estrellas de mar, peces ángel y grandes lábridos.